# ستيفن واين هورتون
ستيفن واين هورتون (بالإنجليزية: Steven Wayne Horton)‏ هو كاتب أغاني ومغني أمريكي، ولد في 24 فبراير 1954، وتوفي في 7 أغسطس 2006.